# 三浦直之
三浦 直之（みうら なおゆき、1987年10月29日 - ）は、日本の劇作家・演出家・脚本家。劇団「ロロ」主宰。宮城県出身。日本大学芸術学部演劇学科中退。

## 来歴
宮城県仙台市生まれ。幼児期は女川町で暮らし、小学校3年生から富谷町の新興住宅地で育つ。中高生の頃は演劇との縁は薄く、小説・映画・漫画・アニメ・ライトノベルなどに触れて過ごしており、とりわけ金城一紀『レヴォリューションNo.3』などの青春小説に熱中していた。一番影響を受けた本はイアン・マキューアン『贖罪』であった。
宮城県仙台第三高等学校時代は映画を撮りたいという夢を持っていたが、同級生の演劇部員に頼まれ映画制作のために部費を回してもらうという条件で演劇の大会に出場し、東北大会の優秀賞を獲得した。また仲の良い友人3人でM-1甲子園に出場し、自らネタを書いて漫才を演じたこともある。
日本大学芸術学部映画学科に進学志望であったが入試に落ち、同じく日芸の演劇学科に進学。そこで小劇場演劇の世界を知ることになる。2009年に学科同期の亀島一徳、望月綾乃、篠崎大悟、先輩の板橋駿谷、後輩の森本華、島田桃子らとともに劇団「ロロ」を旗揚げし、以後全作品の脚本・演出を手がける。2013年には『ダンスナンバー 時をかける少女』で初の映画監督に挑戦する。2015年、『ハンサムな大悟』で第60回岸田國士戯曲賞候補。

## 人物
サブカルチャー好きであることを公言しており、映画、小説、漫画、アニメ、J-POPなどといったポップカルチャーから大胆な引用を行って、パッチワークのように繋ぎ合わせる作風を特徴とする。作品の多くはボーイ・ミーツ・ガールを主軸とした青春物語である。
高校演劇との関わりが深く、全国高等学校演劇大会審査員や、高校生向け演劇ワークショップの講師などを務めている。代表作『いつだって可笑しいほど誰もが誰か愛し愛されて第三高等学校』（通称「いつ高」）シリーズは、全国高等学校演劇大会の上演規定に則って作られており、高校生以下の学生が上演する際は上演料を取らないというシステムになっている。

## 受賞歴
- 2009年度王子小劇場「筆に覚えあり戯曲募集」入選 ・佐藤佐吉賞最優秀脚本賞（『家族のこと、その他たくさんのこと』）
- 2010年度王子小劇場佐藤佐吉演劇祭ゴールデンフォックス賞・佐藤佐吉賞優秀作品賞（『ボーイ・ミーツ・ガール』）
- MOOSIC LAB 2013 準グランプリ（『ダンスナンバー 時をかける少女』）
- 第16回コンフィデンスアワード・ドラマ賞 脚本賞（『腐女子、うっかりゲイに告る。』）

## 作品

### 舞台（脚本・演出）

#### ロロ公演
- 家族のこと、その他たくさんのこと（2009年）
- いつだって可笑しいほど誰もが誰か愛し愛されて第三小学校（2009年）
- LOVE（2010年）
- 旅、旅旅（2010年）
- ボーイ・ミーツ・ガール（2010年）
- グレート、ワンダフル、ファンタスティック（2010年）
- 常夏（2011年）
- LOVE02（2012年）
- 父母姉僕弟君（2012年）
- ミーツ（2013年）
- 朝日を抱きしめてトゥナイト（2014年）
- ハンサムな大悟（2015年）
- あなたがいなかった頃の物語と、いなくなってからの物語（2016年）
- BGM（2017年）
- マジカル肉じゃがファミリーツアー（2018年）
- はなればなれたち（2019年）
- ホーム・パーティー（2019年）
- 四角い2つのさみしい窓（2020年）
- Every Body feat. フランケンシュタイン（2021年）
- ロマンティックコメディ（2022年）
- ここは居心地がいいけど、もう行く（2022年）
- BGM〔再演〕（2023年）
- 飽きてから（2024年）

##### いつ高シリーズ
- いつだって窓際であたしたち（2015年）
- 校舎、ナイトクルージング（2016年）
- すれ違う、渡り廊下の距離って（2016年）
- いちごオレ飲みながらアイツのうわさ話した（2017年）
- いつだって窓際でぼくたち（2018年）
- グッド・モーニング（2018年）
- 本がまくらじゃ冬眠できない（2018年）
- 心置きなく屋上で（2020年）
- ほつれる水面で縫われたぐるみ（2021年）
- とぶ（2021年）

#### 外部公演
- 日本の演劇人を育てるプロジェクト「猿後家」（2013年）
- 官能教育 三浦直之×堀辰雄「鼠」（2013年）
- ロミオとジュリエットのこどもたち（2014年）
- 官能教育 三浦直之×山本直樹「この町にはあまり行くところがない」（2016年）
- 光の光の光の愛の光の（2016年）
- パークス・イン・ザ・パーク（2017年）
- KAATキッズ・プログラム 『不思議の国のアリス』（2017年）
- 追手門学院高校表現コミュニケーションコース3期生卒業公演『てきとうにむすんだオミソシル座』（2018年）[6]
- 小便流れて、あたたかくて（2018年）
- 恋を読む『ぼくは明日、昨日のきみとデートする』（2018年）
- 恋を読むvol.2『逃げるは恥だが役に立つ』（2019年）
- TOHO MUSICAL LAB.『CALL』（2020年）[7]
- 恋を読むvol.3『秒速5センチメートル』（2020年）
- 追手門学院高校表現コミュニケーションコース8期生卒業公演『つづいていくまま、はじまってくね』（2023年）[8]
- 最高の家出（2024年）

### 監督
- ダンスナンバー 時をかける少女（2013年）
- 東京カランコロン「恋のマシンガン」MV・ショートフィルム（2014年）
- サニーデイ・サービス「卒業」MV（2018年）

### ドラマ
- ドラゴン青年団 第7話（毎日放送、2012年）
- こえ恋 第3話・第4話（テレビ東京、2016年）
- デリバリーお姉さんNEO（テレビ神奈川、2017年）
- 下北沢ダイハード 第7話（テレビ東京、2017年）
- ガールはフレンド（TOKYO MX、2018年）松本壮史共同脚本
- デートまで（luteストーリーズドラマ、2018年）
- それでも告白するみどりちゃん（luteストーリーズドラマ、2018年）
- 腐女子、うっかりゲイに告る。（NHK、2019年）
- 有村架純の撮休 最終話（WOWOW、2020年）
- あなたのそばで明日が笑う（NHK総合/NHK BS4K、2021年3月6日）
- とりあえずカンパイしませんか?（テレビ東京、2023年）

### 映画
- サマーフィルムにのって（ファントム・フィルム、2021年）松本壮史共同脚本
- トリツカレ男（シンエイ動画、2025年）